# Yummy Fur
Yummy Fur — британская инди-рок-группа, образовавшаяся в 1992 году в Глазго, Шотландия, назвавшаяся в честь книги комиксов Честера Брауна и игравшая в стиле, который Allmusic определяет как гибрид The Fall и Half Man Half Biscuit.
Вплоть до распада группы в 1999 году единственным постоянным участником коллектива был автор песен, певец и гитарист Джон Макьюэн; состав вокруг него постоянно менялся. В числе музыкантов, игравших с ним, были участники впоследствии известной группы Franz Ferdinand барабанщик Пол Томсон (он пришел в группу в 1997 году) и вокалист, мультиинструменталист Алекс Капранос (тогда выступавший под своим полным именем Алекс Капранос Хантли, 1998) Группу высоко оценивал Джон Пил, дважды приглашавший её записать Peel Sessions в 1995 и 1998 годах.
После распада Yummy Furs Макьюэн образовал группу 1990s. Лоуренс Уортингтон играл на ударных в The Male Nurse и Country Teasers.
Клавишник Марк Гиббонс покончил с собой в 1999 году..
23 ноября 2009 года Макьюэн и Томсон объявили о реформировании The Yummy Fur. В январе 2010 года группа провела турне по США.. В проекте также принимает участие гитарист Брайан Макдугал..

## Дискография

### Альбомы
- Night Club (Slampt LP/Guided Missile CD, 1996)
- Kinky Cinema (Guided Missile CD, 1997)
- Male Shadow At Three O’Clock (Vesuvius Records CD/10", 1998)
- Sexy World (Guided Missile CD/LP, 1998)

### Синглы и EP
- Music By Walt Disney But Played By Yuri Gagarin (Slampt 7", 1995)
- Kodak Nancy Europe EP (Guided Missile 7", 1995)
- Plastic Cowboy (Guided Missile 7", 1996)
- Supermarket (Vesuvius 7", 1996)
- Policeman (Guided Missile 7", 1996)
- Stereo Girls (Roxy 7", 1997)
- Shoot The Ridiculant (Guided Missile 7", 1998)[7]